# ヨハン・ゴットリープ・ゲオルギ

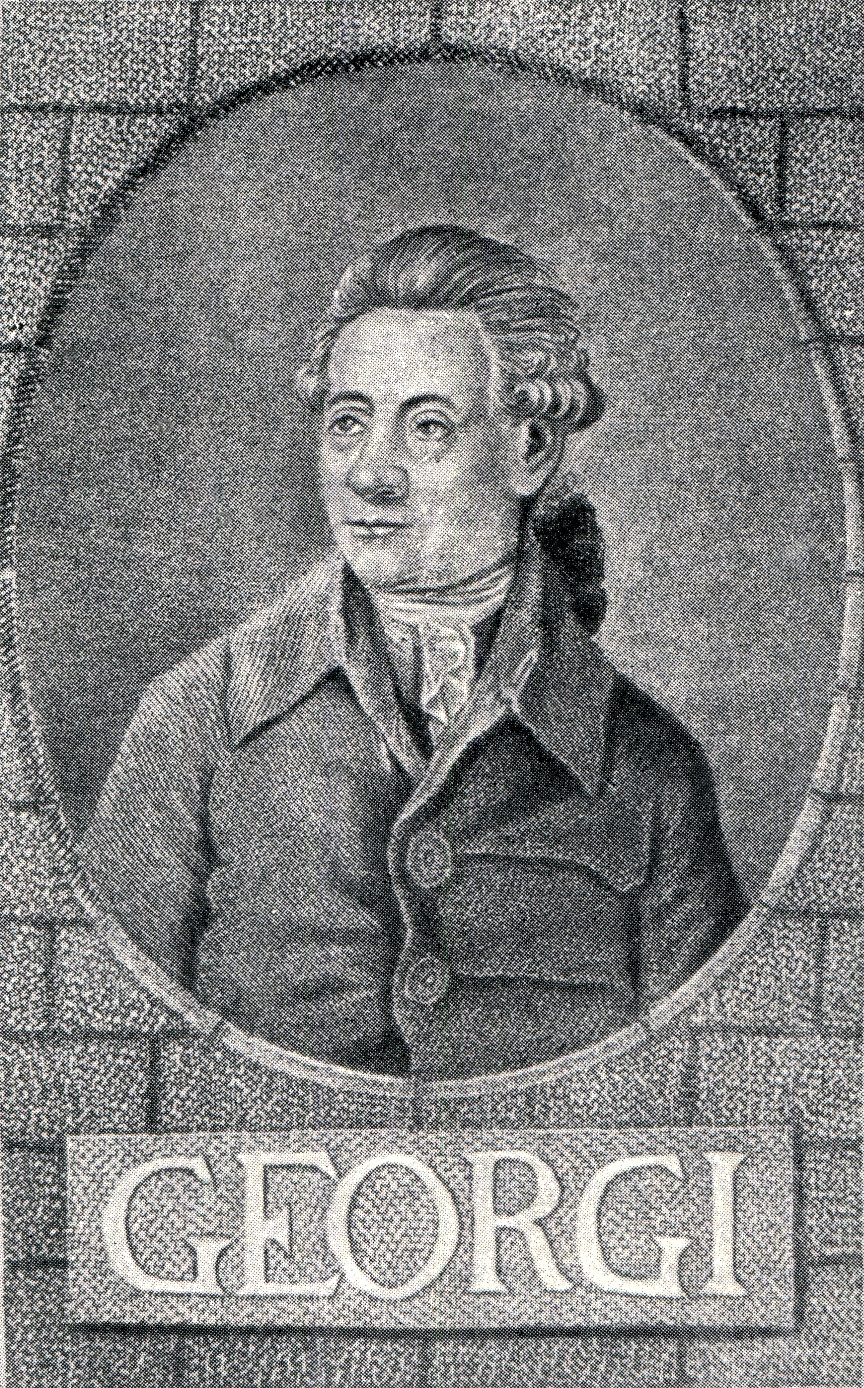
ヨハン・ゴットリープ・ゲオルギ

ヨハン・ゴットリープ・ゲオルギ（Johann Gottlieb Georgi、1729年12月31日 - 1802年11月28日（ユリウス暦 11月8日）1802年10月27日) はドイツの地理学者、化学者、植物学者である。ヨハン・ペーテル・ファルク、ジーモン・パラスのシベリア探検に同行した。

## 略歴
現在はポーランド領であるポメラニアのクライス・グライフェンベルクに生まれた。薬剤師の訓練を受けて、ザクセン＝アンハルトのシュテンダールで薬局を開いた。1769年にサンクトペテルブルクに移り、エカテリーナ2世が後援した、シベリア探検に2度参加した。最初は1770年のヨハン・ペーテル・ファルクの探検に参加し、1772年にはジーモン・パラスの探検隊に参加し、イルクーツクからエカテリンブルクを旅しサンクトペテルブルクに戻った。この探検では1772年3月、凍土中に絶滅したケブカサイの遺体を発見し、これは調査のためにサンクトペテルブルクに運ばれた。探検ではバイカル湖の地理的研究を行った。これらの功績により、1775年にサンクトペテルブルク科学アカデミーの准会員になり、1783年にサンクトペテルブルクで化学の教授となり、科学アカデミーの正会員となった。1778年にプロイセン科学アカデミーの外国人会員となり、1789年にドイツの科学アカデミーレオポルディーナの会員に選ばれた。
カール・ルートヴィヒ・ヴィルデノウが、ダリアにゲオルギの名をつけたが（Georgina）、シノニムになっている。

## 著作
- Bemerkungen einer Reise im Russischen Reich im Jahre 1772. St. Petersburg 1775; Auszüge daraus: Merkwürdigkeiten verschiedener unbekannten Völker des russischen Reichs. Frankfurt und Leipzig 1777
- Geographisch-physikalische und naturhistorische Beschreibung des Russischen Reichs zur Uebersicht bisheriger Kenntnisse von demselben Typ. Nicolovius, Königsberg 1797. Nachdruck: Hansebooks, 2017, ISBN 978-3-7434-4092-0.
- Beschreibung aller Nationen des Russischen Reichs, ihrer Lebensart, Religion, Gebräuche, Wohnungen, Kleidung und übrigen Merckwürdigkeiten St. Petersburg 1776–1780